# Groenland
Le Groenland (en groenlandais Kalaallit Nunaat, en danois Grønland) est un pays constitutif du royaume de Danemark et un territoire d'outre-mer associé à l'Union européenne. Il se situe à l'est de l'archipel Arctique dans le nord-est de l'Amérique du Nord, entre la mer de Baffin et le détroit de Davis à l'ouest, la mer du Groenland à l'est et l'océan Atlantique au sud-est. La côte septentrionale (entre le cap Bryant et le cap Morris Jesup) borde la mer de Lincoln.

## Étymologie
Ce sont les anciens colons scandinaves qui ont donné au pays le nom de Groenland. Dans les sagas islandaises, il est dit que l'Islandais d'origine norvégienne Erik le Rouge fut chassé d'Islande pour meurtre. Avec sa famille élargie et ses esclaves (thrall), il partit à bord de navires pour explorer la terre glacée connue pour se situer au nord-ouest. Après avoir trouvé une zone habitable et s'y être installé, il l'a nommée Grœnland, littéralement « terre verte », prétendument dans l'espoir que le nom serait agréable pour attirer des colons,,. Le nom du pays en groenlandais est Kalaallit Nunaat (« terre des Groenlandais »).

## Géographie

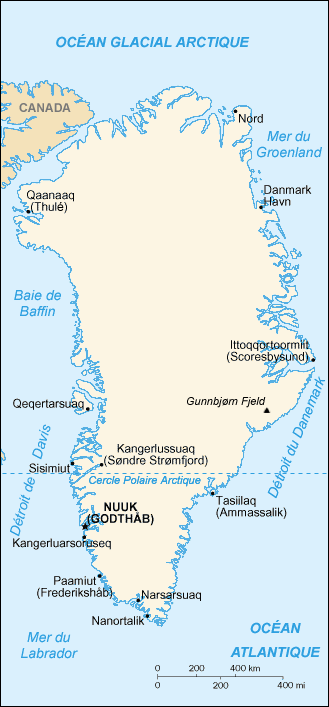
Carte politique du Groenland.

Bien qu'appartenant physiographiquement au continent nord-américain, le Groenland a été politiquement et culturellement associé à l'Europe — en particulier à la Norvège et au Danemark, les puissances coloniales, ainsi qu'à l'île voisine d'Islande — pendant plus d'un millénaire. Avec une superficie de 2 166 086 km2 (y compris quelques îles côtières mineures), le Groenland est la plus grande île du monde. Plus des trois quarts de son territoire (1 710 000 km2) sont couverts par la deuxième calotte glaciaire contemporaine après celle de l'Antarctique. Avec une population de 56 609 habitants au 1er janvier 2023, il est parmi les territoires de la planète les moins densément peuplés.

### Localisation et frontières
Le Groenland est situé dans le Nord-Est de l'Amérique du Nord, entre les latitudes 59° et 83° N et les longitudes 11° et 73° O. Il est bordé à l'est par la mer du Groenland, au sud-est par l'océan Atlantique, au sud-ouest par le détroit de Davis, à l'ouest par la baie de Baffin et au nord par la mer de Lincoln. L'océan Arctique ne touche le Groenland qu'en un seul point, le cap Morris Jesup. Ce cap, qui est le plus septentrional d'Amérique, est situé à seulement 709 kilomètres du pôle Nord géographique. Le Groenland est frontalier du Canada à l'ouest, de l'autre côté de la mer de Baffin, et de l'Islande, de l'autre côté du détroit de Danemark, dans l'océan Atlantique.
La superficie totale du Groenland est de 2 166 086 km2 (y compris d'autres îles côtières mineures), dont la calotte glaciaire couvre 1 755 637 km2 (soit 81 % du territoire) et a un volume d'environ 2,85 millions de kilomètres cubes.
Le Groenland est la plus grande île non continentale du monde, le troisième pays d'Amérique du Nord en superficie ainsi que le plus grand territoire dépendant dans le monde. Il possède également le plus grand parc national au monde.
Le Groenland est très éloigné des autres territoires. À l'est, il se situe à 287 kilomètres environ de l'Islande et à l'ouest, sa capitale — Nuuk — se situe à 819 kilomètres à l'est de la ville d'Iqaluit, au Nunavut, Canada. Au nord, les rares territoires étrangers les plus proches sont la terre François-Joseph, annexée par la Russie, l'île norvégienne Spitzberg (Svalbard), à 447 kilomètres du Nordostrundingen, et l'île d'Ellesmere canadienne.

### Géologie, topographie et hydrographie

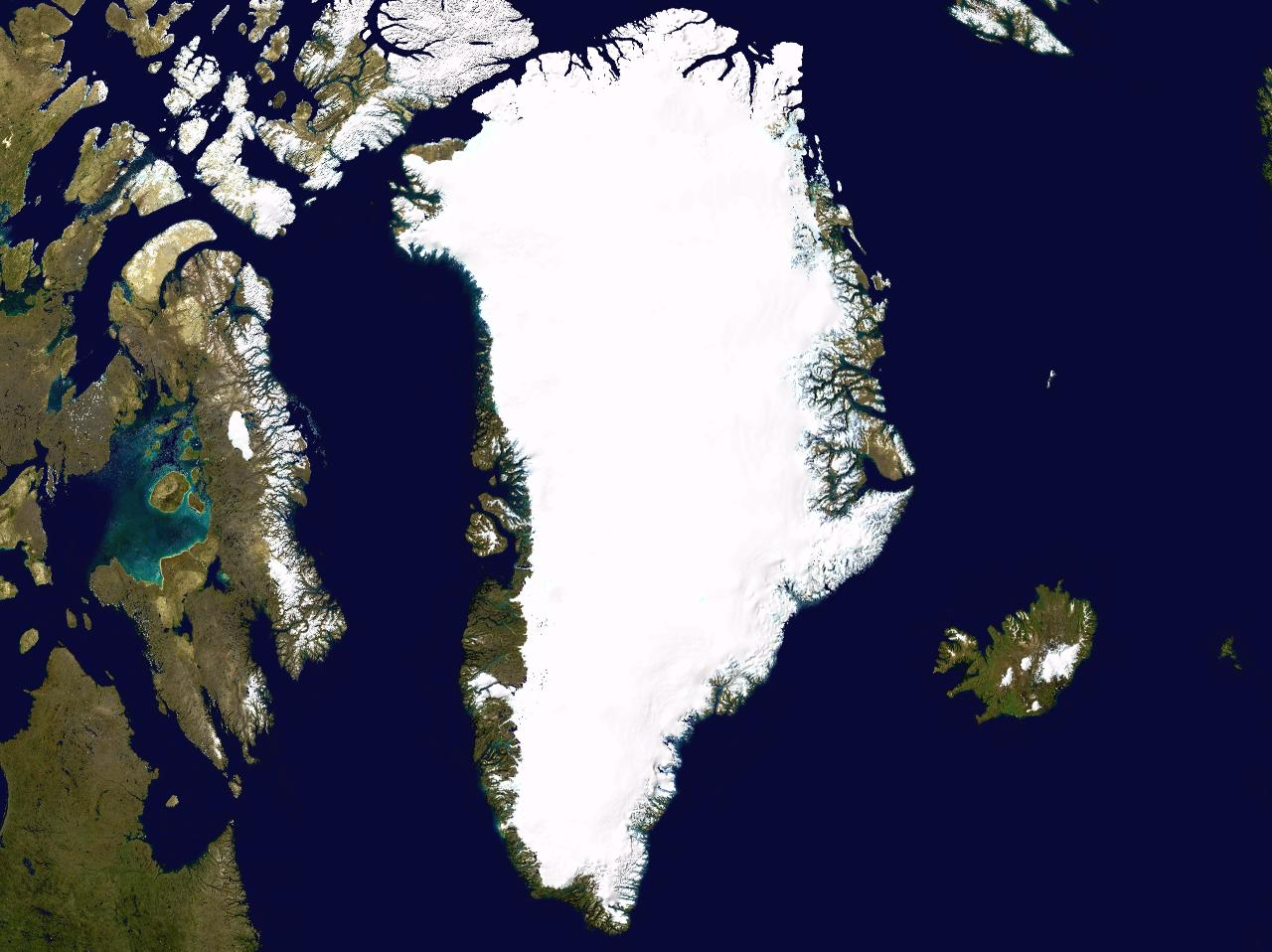
Image satellitaire.

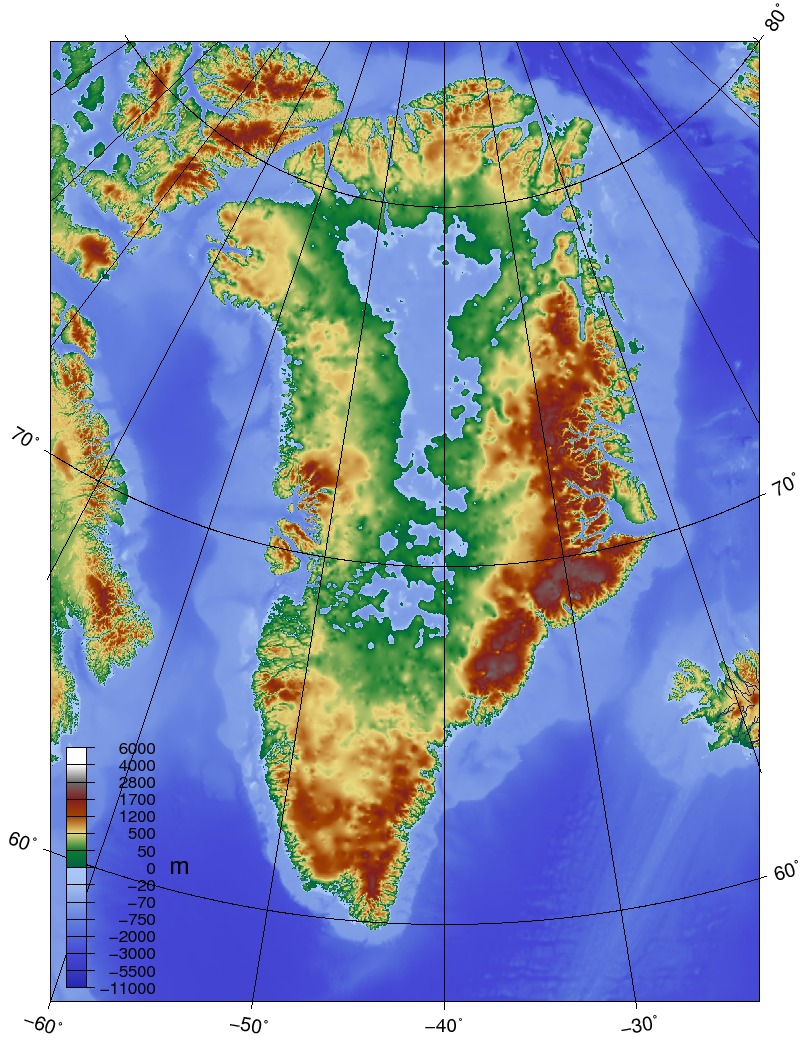
Carte topographique de la croûte terrestre du Groenland.

L'île est recouverte à 80 % par un inlandsis de 1 710 000 km2 de superficie et d'une épaisseur atteignant près de trois kilomètres de glace au centre, correspondant à l'altitude la plus élevée. Cet inlandsis est bordé de reliefs montagneux modérés entre lesquels s'écoule la glace par des glaciers. De certains d’entre eux se détachent des icebergs qui sont entraînés au large par les courants. C'est le cas à Ilulissat où les plus gros icebergs de l'hémisphère nord sont produits. En 1912, c'est l'un d'eux que le Titanic heurta.
Sous cet inlandsis se trouve un grand canyon. Découvert en 2013 grâce à des observations satellitaires, ce canyon, qui traverse toute la partie nord-ouest de l'île, mesure au moins 750 kilomètres de long et 800 mètres de profondeur par endroits, ce qui en fait le plus grand au monde.

Diagramme de répartition des altitudes du Groenland.

Une étude menée par le scientifique français Paul-Émile Victor en 1951 concluait que sous la calotte glaciaire, le Groenland est composé de trois grandes îles. Cette hypothèse est contestée, mais si elle est vérifiée, ces îles seraient séparées par d'étroits détroits atteignant la mer au fjord glacé d'Ilulissat, au Grand Canyon du Groenland et au sud de Nordostrundingen.
Les glaciers et la couche de glace présentent une certaine élasticité, mais les avancées différenciées et périodiques (rythme saisonnier marqué) de coulées de glace provoquent des cassures dont les ondes élastiques génèrent des tremblements de terre, enregistrés par des sismographes loin du pôle à travers le monde. Ces « tremblements de terre glaciaires » du Groenland sont caractérisés par une forte saisonnalité. Une étude publiée en 2006 a conclu que le nombre de ces séismes avait doublé de 2000 à 2005, tendance temporelle suggérant un lien avec une modification du cycle hydrologique et une réponse glaciaire à l'évolution des conditions climatiques.

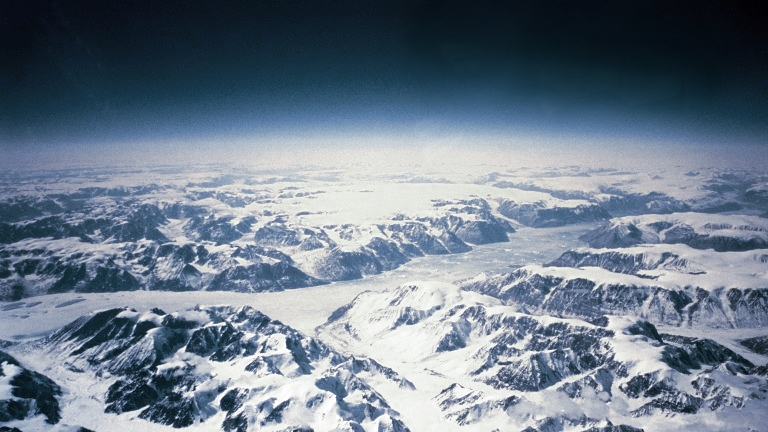
Les côtes sud-est du Groenland.

Les sommets les plus hauts du pays sont situés sur la côte est. Le point culminant est le mont Gunnbjørn Fjeld, haut de 3 694 mètres. Sa position écartée lui vaut une importante isolation topographique de 3 254 km, distance qui le sépare du mont Mittelhorn, en Suisse, dans l'Oberland bernois. Le plus connu est le mont Forel (3 360 mètres). Il porte le nom du professeur suisse François-Alphonse Forel qui, en 1912, organisa une souscription pour financer une expédition suisse au Groenland. Un autre mont proche porte le nom de Paul-Émile Victor, l'explorateur et ethnologue français. Deux autres Français ont contribué à la connaissance de ce pays : Jean-Baptiste Charcot et Jean Malaurie.
Entre 1992 et 2018, le Groenland a perdu environ 3 900 milliards de tonnes de glace, une perte proche de la prévision associée au scénario le plus pessimiste du cinquième rapport du GIEC. Cette perte s'accélère et, selon les mots du premier auteur de l'étude, Andrew Shepherd, « pourrait exposer 100 millions de personnes dans le monde à des inondations annuelles d’ici la fin du siècle ».
D’après l'Institut technique du Danemark, la vitesse de la fonte des glaciers du Groenland a été multipliée par quatre entre 2003 et 2013. Le 1er août 2019, « le Groenland vient de connaître les taux de fonte parmi les plus élevés de tous les temps » selon Ruth Rottman, car celui-ci a perdu et va commencer à perdre régulièrement entre 11 et 12,5 milliards de tonnes de glace en un jour,, alors que, même dans le scénario le plus pessimiste, une perte de glace si rapide n'était pas attendue avant 2050.

### Climat
| Localité                    | Coordonnées          | Températures (°C) | Températures (°C) | Températures (°C) | Précipitations (mm/an) |
| Localité                    | Coordonnées          | Maximale          | Minimale          | Moyenne           | Précipitations (mm/an) |
| --------------------------- | -------------------- | ----------------- | ----------------- | ----------------- | ---------------------- |
| Nuuk                        | 64° 10′ N, 51° 45′ O | 6,5               | −8,0              | −1,4              | 756                    |
| Thulé                       | 76° 31′ N, 68° 50′ O | 4,6               | −24,6             | −11,2             | 124                    |
| Ilulissat                   | 69° 13′ N, 51° 03′ O | 8,0               | −15,2             | −4,4              | 257                    |
| Nord Ads                    | 81° 36′ N, 16° 40′ O | 3,3               | −30,1             | −16,8             | 200                    |
| Passage du prince Christian | 60° 03′ N, 43° 10′ O | 6,5               | −4,1              | 0,6               | 2504                   |

La calotte s'est formée il y a 4,1 millions d'années, durant le Pliocène, par la fermeture de l'isthme de Panama. Les précipitations neigeuses qui s'accumulent au centre de l'île se transforment progressivement en glace et assurent théoriquement la pérennité de cette calotte. Les scientifiques s'intéressent de près à l'évolution de l'épaisseur de la glace et aux apports d'eaux douces engendrés par la fonte (impact sur la circulation thermohaline) dans le cadre du réchauffement climatique. Ce désert de glace, représentant 80 % de la surface de l'île, est très inhospitalier. On y trouve des températures extrêmes été comme hiver, des vents violents dits catabatiques et un sol fait de glace, impropre au développement d'une vie animale (à l'exception des tardigrades).

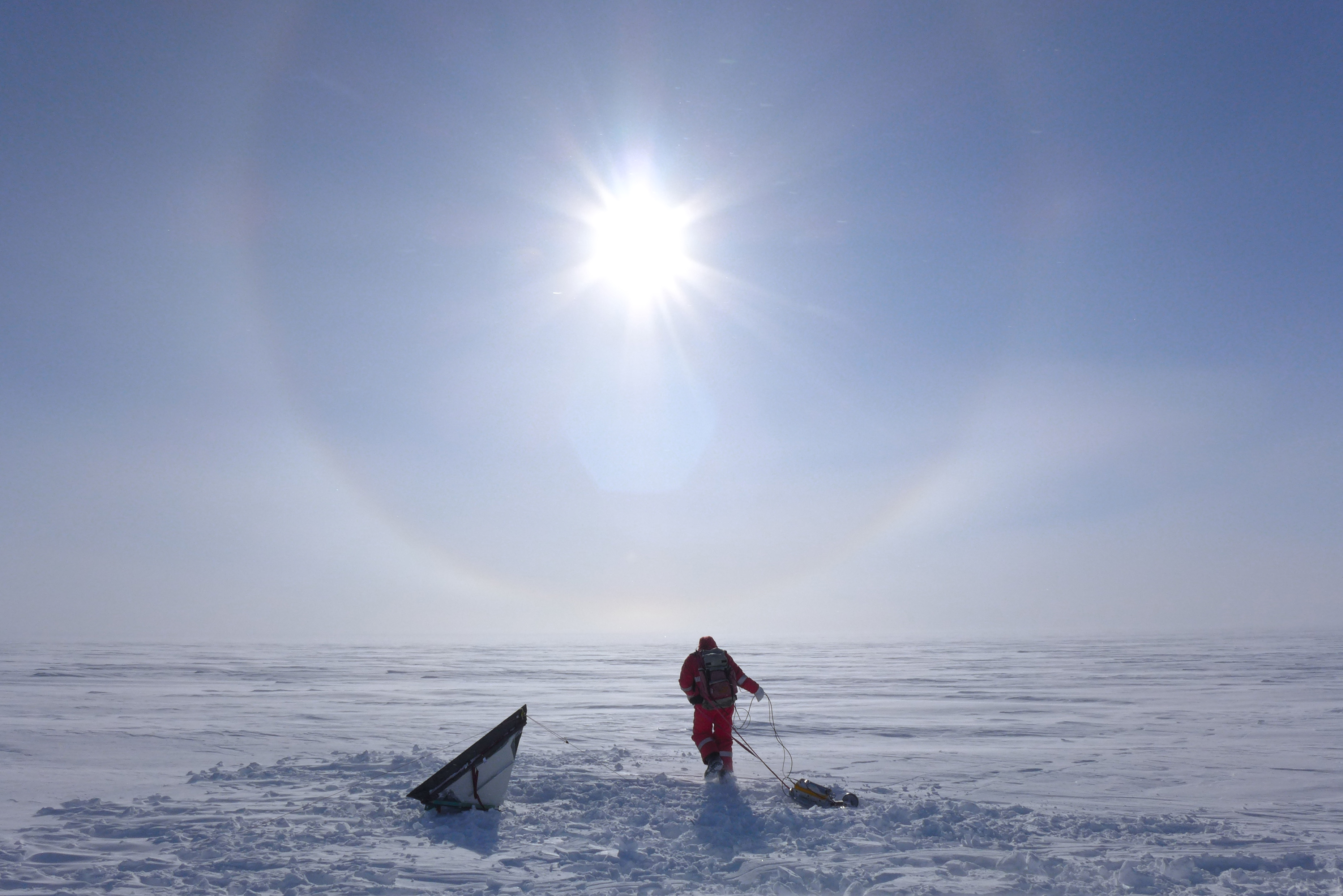
Un scientifique installant un réflecteur radar.

En hiver, dans le nord du Groenland, le soleil disparaît presque totalement pendant plus de trois mois. La température moyenne avoisine −30 °C et il souffle un vent violent. Tandis que l'intérieur du Groenland connait un climat d'inlandsis, les températures moyennes en bord de mer varient de −15 °C dans le nord à 0 °C dans le sud. La côte sud-ouest bénéficie d'étés assez longs et assez doux. Les maximales y avoisinent les 10 °C en été, avec un record de chaleur de 28 °C. Alors que le nord connaît un climat très sec, le sud bénéficie d'un climat beaucoup plus humide. Les précipitations tombent majoritairement sous forme de neige en hiver sur la côte orientale alors que sur la côte occidentale elles tombent majoritairement en été sous forme de pluie. Narsarsuaq, dans le sud-ouest du Groenland, a un climat non polaire puisqu'en juillet on y mesure une température moyenne supérieure à 10 °C.
−69,6 °C est le record de froid absolu dans l'hémisphère nord, mesuré dans la station météorologique automatique de Klinck à environ 3 200 mètres, le 22 décembre 1991 (72° 18′ N, 40° 28′ O).
En hiver, la bande côtière montagneuse est cernée par la banquise à l'exception du Sud-Ouest de l'île (environ jusqu’à la capitale Nuuk). En effet, une branche du courant du Gulf Stream y empêche la mer de geler. La côte est n'en bénéficiant pas, elle possède un climat plus hostile et un dégel de la banquise plus court. Ceci explique que seuls deux villages y existent : Ammassalik et Ittoqqortoormiit. Ce dégel, qui se déroule de la fin mars jusqu'en juillet, s'appelle la débâcle. La reformation progressive de la banquise a lieu vers le mois de novembre.

### Calotte glaciaire et problématiques de sa fonte
On sait qu’une partie du Groenland aujourd'hui couverte de glace a perdu ses glaces, probablement à plusieurs reprises, dans les 2 à 10 millions d'années précédentes, mais la proportion et la vitesse de cette perte font encore l'objet d'études. Depuis la fin du XXe siècle, les carottages profonds commencent à éclairer l’histoire paléoclimatique de cette région. Entre 2006 et 2015, la calotte glaciaire du Groenland a perdu environ 280 gigatonnes de glace par an.
En 2007, Mark Meier de l'université du Colorado à Boulder (États-Unis) a évalué que la fonte partielle prévue des glaces du Groenland et de l'Antarctique ne contribuerait qu'à hauteurs respectives de 28 % et 12 % à l'élévation du niveau des mers durant le XXIe siècle. Ce serait donc dans un premier temps les petits glaciers du monde qui, fondant désormais à une vitesse accélérée, contribueraient à des apports excédentaires de 417 km3 en eau par an. Ils devraient rester les plus gros contributeurs jusqu'à la fin du siècle, avec 10 à 25 cm de surélévation du niveau marin actuel, à laquelle il faudrait rajouter l'expansion du volume d'eau des mers due à leur réchauffement (l'eau chaude est moins dense que l'eau froide).
Pendant l'été 2012, la calotte glaciaire a fondu en surface sur 97 % de sa superficie, pourcentage le plus important enregistré depuis qu'on mesure le dégel. De nombreux sites d'information francophones, indiquent faussement que 97 % de l'inlandsis a disparu.
En 2013, après 20 ans de fonte croissante des glaces, un net ralentissement de cette fonte est constaté en été (mais qui ne durera pas). Cette année-là, des chercheurs montrent que la glace du Groenland a très bien résisté à un long épisode chaud entre 130 000 et 115 000 ans AP (à la fin de l’Éémien).
Fin 2016, Joerg Schaefer (paléoclimatologue à l’Observatoire de la Terre de Lamont-Doherty à New York) a classé le Groenland « sur la carte des glaces en voie de disparition ». Si toute la glace de cette région devait fondre (ce qui pourrait se produire dans 2 500 ans environ au vu des taux atmosphériques de gaz à effet de serre), le niveau marin monterait de 7 mètres (et bien plus si l’Antarctique fondait aussi).
Cet article montre qu’il y a environ 2,6 millions d’années, à l’emplacement du forage GISP2, la glace avait disparu à l’occasion d’un épisode chaud dont les traces sont conservées par le socle rocheux. Cependant, dans un autre article du même numéro de la revue, Paul Bierman (géomorphologue de l'université du Vermont à Burlington) et ses collègues montrent que plus à l’est, le Groenland est resté couvert de glace depuis 7,5 millions d'années. Dans ces deux cas, les isotopes radioactifs du béryllium et de l'aluminium ont permis d’estimer la durée d’exposition directe du socle rocheux à l'atmosphère et aux rayons cosmiques (ces derniers génèrent des radionucléides comme le béryllium 10 et l'aluminium 26, sauf là où la glace est épaisse). Ainsi, la roche remontée en 1993 du forage GISP2 (centre du Groenland) contient des isotopes montrant qu'elle a déjà été libre de glace, semble-t-il, durant une période de 280 000 ans, il y a plus de 1,1 million d'années. Mais la datation des séquelles érosives des glaciers montre qu’ils ont toujours été actifs sur une majeure partie de l’île durant les 7,5 derniers millions d'années (au moins à l’est du Groenland).
Des simulations laissent penser que si l’étendue de la glace diminuait d'environ 5 à 10 % de son étendue actuelle, la zone du forage GISP2 serait effectivement nue alors que l'Est du Groenland serait encore englacé.

### Paysages et environnement

#### Faune et flore

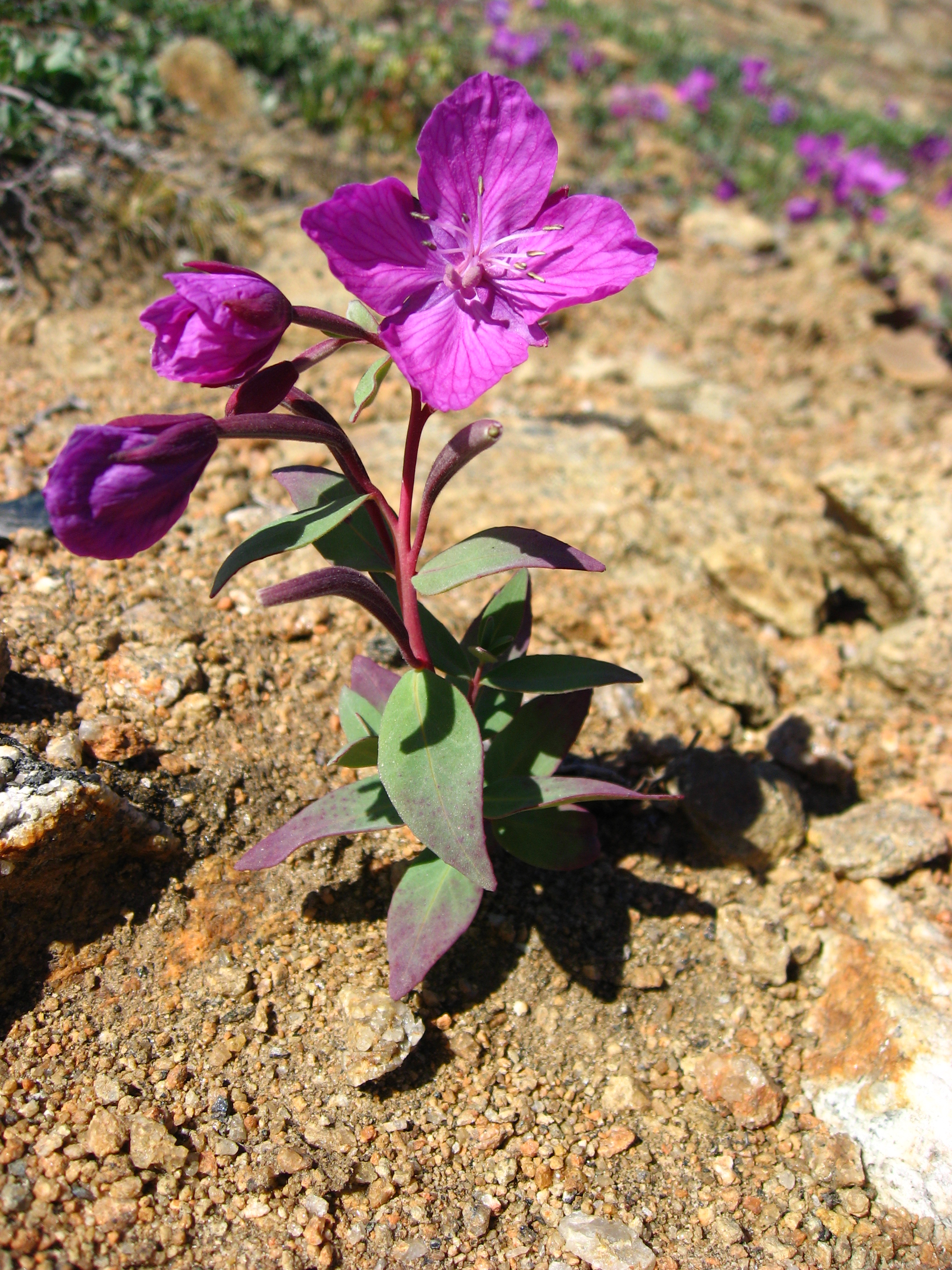
Chamerion latifolium.

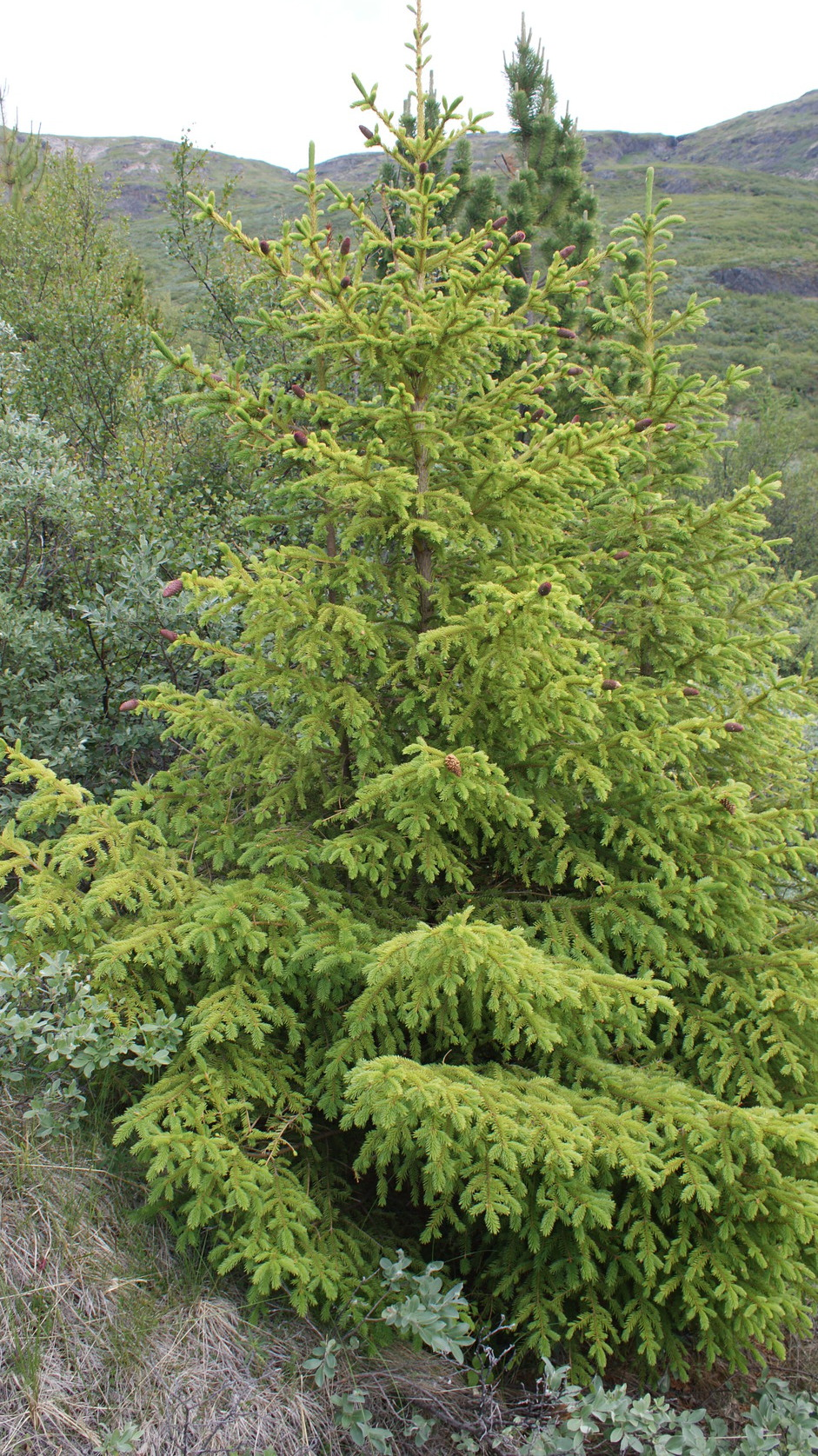
Spécimen d'épicéa à l’Arboretum Groenlandicum de Narsarsuaq.

La végétation du Groenland est constituée en très grande majorité de toundra, une végétation basse et pauvre composée de mousses et herbes poussant dans les zones polaires qui occupent une grande partie du Groenland hors inlandsis. Le retrait de l'inlandsis a mis au jour de très nombreuses cuvettes lacustres se colonisant progressivement par une végétation de type tourbière, à l'exception des cas où l'évaporation l'emportant, la concentration en sels permet l'implantation d'une flore halophile en périphérie. La grande végétation ne peut en général pas y pousser, car le sol est trop gelé en profondeur. Il ne pousse que quelques arbustes, tels les bouleaux rampants, qui sont une adaptation de la végétation aux conditions très rudes du milieu, en particulier des vents desséchants. Il n'existe que deux petites zones à l'abri des vents qui sont pourvues d'arbres, toutes situées dans le Sud de l'île. La première, la vallée de Qinngua, est la seule forêt naturelle groenlandaise et abrite principalement des espèces de bouleau pubescent (Betula pubescens) et de saule à feuilles grises (Salix glauca) poussant jusqu'à une hauteur de sept à huit mètres. La seconde est l’Arboretum Groenlandicum, un arboretum à Narsarsuaq abritant sur quinze hectares des arbres de taïga arctique tels que le mélèze de Sibérie, le pin tordu, l'épinette blanche et l'épinette de Sitka,.
Au-delà de 66° de latitude nord (figurant le cercle arctique), la végétation de la côte ouest se réduit progressivement et fortement jusqu'à devenir une pelouse rase et clairsemée (par exemple à Thulé/Qaanaaq) et le sol est soit recouvert par les glaciers, soit constitué de roche nue. Seuls quelques animaux vivent dans de tels milieux, comme l'ours blanc (au nord et à l'est surtout), le phoque du Groenland, le bœuf musqué, le renard polaire, le lièvre arctique et le renne. C'est une des zones du monde les plus exposées au réchauffement climatique et les effets de ces changements climatiques sur la biosphère semblent y être plus rapides qu'ailleurs. Au sud de 66° de latitude nord se trouve la « zone verte » où poussent des arbres et dont le sol peut être cultivé sous certaines conditions, qui est en permanence dépourvue de glace : cette zone, tout au sud, couvre environ 5 000 km2 et son climat ressemble à celui de l'Islande et du nord de la Suède ou de la Norvège : on peut y trouver des ours bruns, des sangliers, des lapins, des oies sauvages ou des canards et différentes variétés de lézards.[réf. nécessaire]

#### Santé environnementale
Malgré l'éloignement des grands centres urbains et industriels, le Groenland reçoit paradoxalement des polluants aéroportés de tout l'hémisphère nord, et par l'alimentation (produits de la mer en particulier) les Groenlandais sont exposés à certains contaminants, plus que la moyenne des humains et souvent excessivement par rapport aux recommandations de l'Organisation mondiale de la santé ou de la Commission européenne. C'est le cas pour les polluants organochlorés (dioxines, furanes, PCB…) et pour des métaux toxiques tels que le plomb, le cadmium, le mercure et le sélénium par exemple.

### Répartition spatiale de la population et des activités
Le Groenland est marqué par des déséquilibres spatiaux multiples. D'une part, la population vit presque exclusivement sur la côte. D'autre part, il possède l'originalité d'avoir une capitale qui regroupe près d'un tiers de la population totale du pays ainsi que la quasi-totalité des étudiants et des sièges de grandes entreprises.
Après les années 1960, la population des villes a augmenté rapidement, absorbant la croissance nette de la population ainsi que les migrations depuis les zones rurales. Cette tendance se poursuit depuis 40 ans. Le tableau ci-dessous liste les principales villes du pays en 2012 classées en fonction de leur population.

### Axes de communication et transports

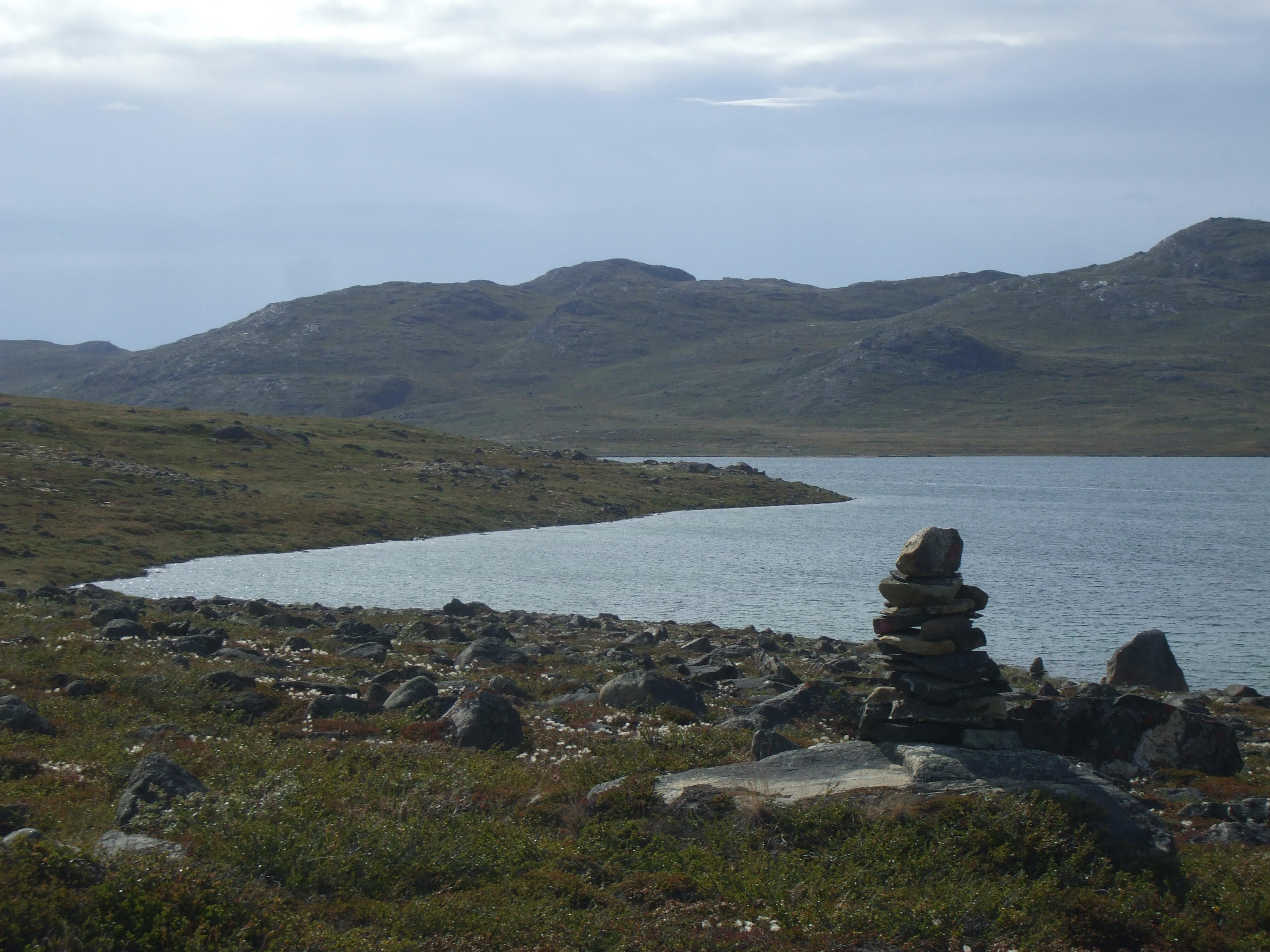
Un cairn sur le chemin de Sisimiut, à quelques kilomètres de Kangerlussuaq.

Aucun réseau routier n'existe entre les différents villages, les glaciers et la ligne côtière fortement découpée par les fjords empêchant de construire des routes entre les localités. Seuls des ferrys, et plus rarement des avions, relient les villages entre eux en été. En hiver, des hélicoptères permettent d'assurer certains ravitaillements de villages pour la plupart isolés par la banquise.
Il existe néanmoins quelques rares itinéraires à travers la toundra, comme les deux cents kilomètres qui séparent Kangerlussuaq et Sisimiut, balisés par les Inuits grâce à des cairns (ou inuksuit). Ceux-ci étaient et sont encore parcourus en été par des marcheurs et parfois même des coureurs, et de plus en plus empruntés par les touristes en quête de treks (grandes randonnées) originaux.
En juillet 2020 a commencé la construction d'une route, la première reliant deux villes, entre Sisimiut et Kangerlussuaq. Ce projet permettra d'acheminer diverses ressources, notamment le poisson pêché à Sisimuit, de promouvoir le tourisme dans la région et de connecter la seconde ville du Groenland avec l'aéroport principal du pays.

## Histoire

### Premières migrations
Les premières populations qui arrivent au Groenland sont des Amérindiens. Ils arrivent entre 2500 et 800 av. J.-C. Cette culture est appelée Saqqaq.
Les premières cultures amérindiennes disparaissent progressivement.

### Éric le Rouge

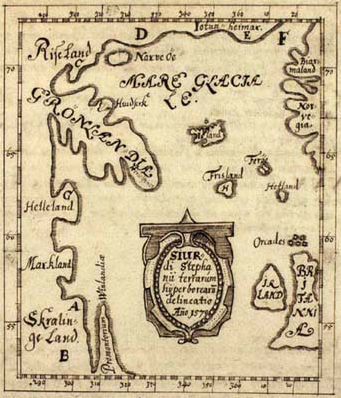
Carte de Skálholt (1570).

En 982, le Viking Éric le Rouge découvre à son tour le Groenland. L'île est chargée de glace avec quelques maigres prairies sur les littoraux. Elle est baptisée Groenland, qui signifie « terre verte », dans le but d'y attirer des colons,.

### Cohabitation avec les Inuits
Lors de l'arrivée des Vikings qui y subsistèrent pendant plus de quatre siècles, il pourrait avoir été inhabité, les premiers arrivants ayant disparu lors de la période froide précédente et les peuples inuits vivant actuellement au Groenland ne s’y étant établis qu'au début du XIIIe siècle[réf. nécessaire] (les données génétiques disponibles sont en accord avec l'opinion selon laquelle les Esquimaux actuellement présents au Groenland descendent essentiellement des « Néo-Esquimaux » d'Alaska). L'ethno-historien Jean Malaurie estime quant à lui que les Vikings y ont rencontré les Inuits.
Ivar Baardson, émissaire épiscopal, signale l'abandon du Vesterbygden dès l'an 1350. L'historien Mézeray indique qu'à l'arrivée de la grande peste, "on cessa d'envoyer des navires au Groënland". 
Alors que les établissements vikings (essentiellement agricoles) de la côte sud-ouest disparaissaient finalement au cours du XVe siècle, probablement vers 1450, au moins en partie du fait du refroidissement de plusieurs siècles dit « petit âge glaciaire », les Inuits y ont, quant à eux, survécu jusqu'à nos jours. Ils ont développé une société (de chasseurs-pêcheurs) capable de vivre sous un climat très rude, demeurant pendant plusieurs siècles le seul peuple à habiter l'île.
En 1491-1492, l’île est visitée par le navigateur portugais João Fernandes Lavrador. Gaspar Corte-Real part de Lisbonne au commencement de l'été 1500 avec un navire bien équipé, soutenu financièrement par son frère Miguel. Vers octobre, il atteint une terre septentrionale où règne un climat très froid, qu'il nomme Terra verde (Terre verte, aujourd'hui le Groenland), mais ne peut y débarquer en raison des conditions météorologiques.[réf. nécessaire]

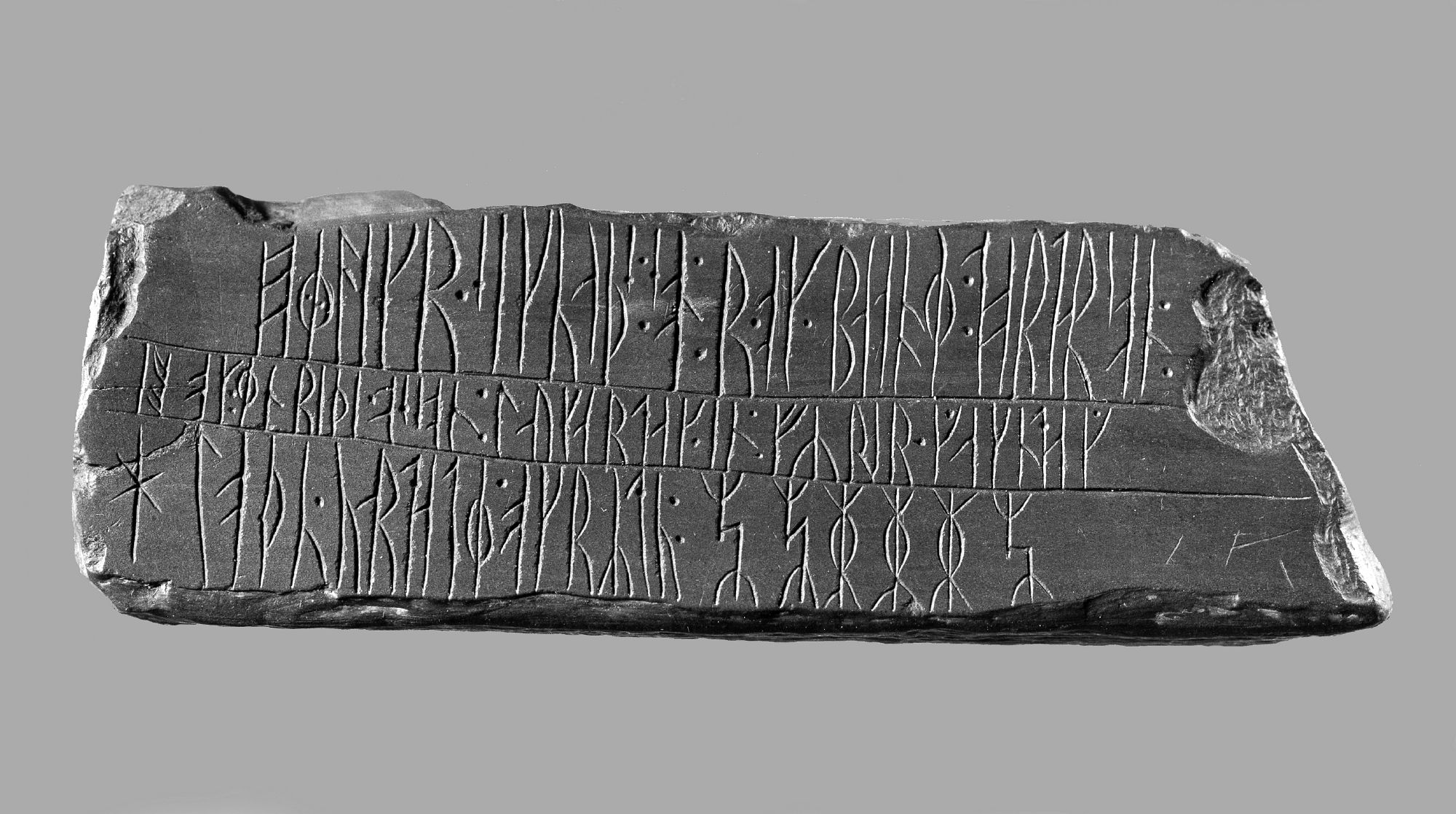
La Pierre runique de Kingigtorssuaq (XIIIe-XIVe s.)

Au XVIIIe siècle, le royaume de Danemark et de Norvège fait cependant valoir ses droits sur le territoire, alors que l'on était sans nouvelle des Vikings partis coloniser l’île depuis plusieurs siècles. Craignant qu'ils ne soient retombés dans le paganisme, les autorités danoises organisent une expédition missionnaire en 1721. Ne trouvant aucun descendant des Vikings groenlandais, les membres de l'expédition se consacrèrent à la conversion des Inuits et à l'établissement de colonies commerciales le long de la côte. L’île repassa donc sous domination scandinave et conserva son statut de colonie jusqu'en 1953.

### Traité de Kiel
En 1814, par le traité de Kiel, la Norvège est cédée à la Suède. L'Islande et le Groenland sont récupérés par le Danemark. En 1933, un arrêt de la cour permanente de justice internationale confirme la souveraineté du Danemark sur le Groenland.

### Seconde Guerre mondiale
Durant la Seconde Guerre mondiale, le Groenland se détache socialement et économiquement du Danemark, alors occupé par les Allemands. En 1940, l'Islande danoise est occupée par les Britanniques et leur flotte de guerre surveille les côtes du Groenland. L'année suivante, les États-Unis aident les Britanniques et des liens se nouent avec le Canada et les États-Unis. Ceux-ci, qui considèrent que l'île appartient géographiquement à l'espace « des Amériques » défini par la doctrine Monroe, ont déjà fait en 1867 une offre de rachat du Groenland et de l'Islande.

### Tentative d'achat par les États-Unis
En 1946, le président Harry S. Truman renouvelle l'offre et propose 100 millions de dollars pour l'achat de l'île. Le Danemark, qui après la guerre avait repris le contrôle du territoire, refuse cette offre.

### Autonomie
En 1951 a lieu la réunion des Assemblées du Nord et du Sud en un Parlement. Les décisions concernant le Groenland sont désormais prises au Groenland.
Dans les années 1960 les autorités danoises mènent une politique de modernisation à marche forcée du Groenland. Les petits villages ont été fermés et leur population rassemblée dans les villes, constituant une nouvelle classe ouvrière.

### Guerre froide
Pendant la guerre froide, les États-Unis exploitent des bases aériennes au Groenland. La base de Thulé par exemple est utilisée comme site de déploiement de missiles balistiques intercontinentaux équipés de têtes nucléaires permettant de projeter la force nucléaire américaine vers l’URSS.
En 1968, un bombardier américain s'est écrasé avec quatre bombes nucléaires. Selon certaines sources, notamment des documents déclassifiés publiés par la BBC, une des bombes a été perdue pendant l'accident. Mais selon un rapport de l'Institut danois des affaires internationales (DIIS) aucune bombe n'a été perdue.

### Changement de statut
En 1953, le Groenland passe du statut de colonie à celui de comté d'outre-mer : des députés autochtones siègent au Parlement danois.
Le Groenland acquiert son autonomie interne par rapport au Danemark en 1979. Au cours des années 1960-1970, le Danemark entreprend une politique de « danisation » de l'île, notamment par des opérations d'urbanisme visant à regrouper l'habitat, ce dont témoigne la mémoire des Groenlandais actuels et leurs albums photographiques.

### Retrait de la CEE
En 1982, les habitants décident de demander leur retrait de la CEE, à laquelle le Danemark avait adhéré en 1973. À cette fin, ils organisent un référendum et le retrait est approuvé à 53 %. Il intervient le 1er février 1985.
Le début du xxie siècle voit une montée de l'indépendantisme groenlandais,. Par ailleurs, la Russie entreprend une remilitarisation en Arctique tandis que la Chine développe ses investissements au Groenland, commence à y exploiter des terres rares, et propose d'y construire des aéroports. La richesse du sous-sol en matières premières, pétrole, gaz et minerais rares, peu exploités du fait des orientations écologiques du gouvernement danois, attire les investisseurs.

### Deuxième tentative d'achat par les États-Unis
En 2019, le président américain Donald Trump réitère l'offre des États-Unis d'acheter l'île,. La Première ministre danoise répond que ce territoire n'est pas à vendre et que cette idée est « absurde », mot qui suscite l'irritation du président américain,,. Le 23 août 2019, le département d'État des États-Unis manifeste son intention d'ouvrir un consulat à Nuuk en 2020. Finalement, en mai 2021, le secrétaire d’État américain Antony Blinken annonce que les États-Unis ne sont plus intéressés par l'achat du Groenland.

### Troisième tentative d'appropriation par les États-Unis
En décembre 2024, le président Trump, récemment réélu, « exprime à nouveau son souhait de prendre le « contrôle » du Groenland » sans exclure l’usage de la force armée pour parvenir à ses fins. Le Groenland est considéré comme stratégique pour l’armée américaine avec sa base aérienne de Pituffik. Le Premier ministre du Groenland a répondu que celui-ci n'était « pas à vendre ».

## Politique et administration
Le royaume de Danemark est une monarchie constitutionnelle, dont le roi Frédéric X est l'actuel chef d'État. Le monarque conserve officiellement le pouvoir exécutif et préside le Conseil d'État (conseil privé),. Cependant, à la suite de l'introduction d'un système de gouvernement parlementaire, les devoirs du monarque sont devenus strictement représentatifs et cérémoniels, comme la nomination formelle et la révocation du Premier ministre et d'autres ministres dans le gouvernement exécutif. Le monarque n'a pas à répondre de ses actes et sa personne est sacrosainte.

### Organisation des pouvoirs
Le 25 novembre 2008, le référendum consultatif portant sur l'autonomie de l'île a très majoritairement approuvé un plan d'autonomie vis-à-vis du Danemark. Selon les résultats officiels définitifs, 75,5 % des suffrages exprimés se sont prononcés en faveur d'un régime d'autonomie élargie. 
Le nouveau statut, soutenu par Copenhague, prévoit entre autres d'accorder au Groenland le pouvoir sur sa police, ses tribunaux et ses gardes-côtes, de faire du groenlandais, qui est une langue inuite, la langue officielle. Il accorde également aux Groenlandais le droit de contrôle sur leurs ressources (pétrole, gaz, or, diamant, uranium, zinc, plomb). Le texte soumis à la population proposait, au total, des transferts de compétence dans trente domaines. 
Il est entré en vigueur le 21 juin 2009, jour de la fête nationale du Groenland. Néanmoins, seules les dispositions relevant des compétences transférées par le statut d'autonomie de 1978 s'appliquent. En particulier, la politique étrangère, la défense nationale et la politique monétaire constituent un domaine réservé du pouvoir central danois. Les Groenlandais peuvent ainsi participer à des négociations internationales sur les sujets qui les concernent exclusivement, sauf sur les questions de défense et de sécurité. Cet accord ne limite pas les pouvoirs constitutionnels du Danemark et il est réaffirmé que les affaires internationales, la défense et la politique de sécurité sont affaires du royaume de Danemark. Néanmoins, le gouvernement du Groenland peut envoyer des représentants au sein des missions diplomatiques danoises à l'étranger pour faire valoir les intérêts groenlandais. 
Enfin, tout projet de loi concernant le Groenland doit faire l'objet d'observations de la part du Parlement groenlandais avant que le Folketing (le Parlement danois) adopte (ou refuse) le texte. Ce procédé concerne aussi les projets d'ordonnance administrative, auquel cas c'est le gouvernement groenlandais qui se charge de l'observation.
En cas de doute dans la dévolution des pouvoirs, une cour constituée de deux représentants du gouvernement danois, deux représentants du gouvernement groenlandais et trois membres de la Cour suprême danoise nommés par le président de celui-ci doivent trancher. Si aucun accord n'est trouvé, les membres de la Cour suprême ont le dernier mot.

### Découpage territorial

Découpage administratif du Groenland depuis le 1 janvier 2018, avec les cinq communes (en gris) et le parc national du Nord-Est du Groenland (en orange).

À la suite d'une réforme territoriale entrée en vigueur le 1er janvier 2009, le Groenland est divisé en seulement quatre communes : Kujalleq, Qaasuitsup, Qeqqata et Sermersooq. En 2018, la commune de Qaasuitsup est divisée en deux, Avannaata et Qeqertalik, ce qui porte leur nombre à cinq. À ces cinq communes s'ajoutent les zones non incorporées du parc national du Nord-Est du Groenland et de la base aérienne de Thulé, enclave de la commune de Avannaata.
Des élections municipales sont organisées tous les quatre ans au scrutin proportionnel pour élire les membres des conseils municipaux. Les maires sont ensuite élus, de manière indirecte, par les conseils. Les communes étant extrêmement étendues, les conseils municipaux peuvent décider d’établir des conseils villageois dans certaines parties de leur territoire. Les conseils municipaux comptent peu de membres, généralement trois à cinq.

### Tendances politiques, partis et élections
Les deux partis sortis en tête des élections législatives de 2021, Inuit Ataqatigiit (socialiste et écologiste) et le Siumut (social-démocrate) sont tous deux favorables à l'indépendance du Groenland. Cette perspective est soutenue par plus des deux tiers des habitants.

### Institutions
| - Frédéric X, roi du royaume de Danemark. - Múte Bourup Egede, Premier ministre depuis avril 2021. |

Le 28 novembre 2014 ont eu lieu des élections législatives, moins de deux ans après les précédentes. Ce scrutin anticipé est une conséquence de la suspension de la Première ministre Aleqa Hammond, qui a quitté le pouvoir en raison d'un scandale financier. Le parti du gouvernement sortant, Siumut, remporte la majorité des suffrages avec 34,3 % des voix mais perd trois députés, ce qui le place à égalité avec le principal parti d'opposition, Inuit Ataqatigiit, qui remporte 33,2 % des voix. Siumut ayant cependant remporté un pourcentage légèrement supérieur des suffrages, son chef Kim Kielsen est autorisé à former un gouvernement de coalition avec Les Démocrates et Atassut.
Hans Enoksen est président du Parlement depuis 2021.

### Importance stratégique et militaire

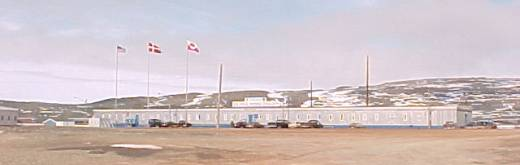
Base aérienne de Thulé.

Une base militaire américaine se situe à Thulé. Créée en 1941, elle est intégrée à l'OTAN en 1951. En 1961, l'effectif atteint 10 000 personnes. Est alors construit un radar du Ballistic Missile Early Warning System (BMEWS), un élément stratégique de la défense antimissiles des États-Unis (12th Space Warning Squadron, 22d Space Operations Squadron).
La base de Thulé a été très active pendant la guerre froide. Un vol de bombardier armé d'armes nucléaires, non déclaré au Danemark, s'est écrasé au Groenland en janvier 1968 (accident de Thulé). Il dissémine quatre bombes, dont l'une semble n'avoir jamais été retrouvée. En 2004, le gouvernement danois a signé un accord avec les États-Unis autorisant le renforcement de la base pour la modernisation du système antimissiles. Il existe aux États-Unis une conscience aiguë de l'importance du Groenland. Le journaliste John J. Miller déclare : « C’est une honte qu’un pays aussi insignifiant que le Danemark puisse tenir une telle place à propos d’un aspect aussi essentiel pour la sécurité des États-Unis. »
De 1958 à 1966, les États-Unis ont tenté de déployer au Groenland, à 200 km de la base de Thulé, un projet nommé Iceworm qui consistait à créer un réseau de centaines de kilomètres de tunnels sous-glaciers pour y déployer des dizaines de missiles nucléaires mobiles. L'implantation a commencé à Camp Century avec une logistique alimentée en énergie par un réacteur nucléaire mobile. Le projet a été abandonné à cause des problèmes de stabilité des tunnels. L’ensemble avait été présenté, notamment par le gouvernement danois, comme un projet scientifique de recherches polaires.

### Relations avec les organisations internationales
En tant que territoire autonome, le Groenland est membre du Conseil nordique. Cependant, le Danemark le représente auprès du Conseil de l'Arctique. À l'occasion du référendum consultatif du 23 février 1982, le Groenland a souhaité modifier ses relations avec l'Union européenne. Il s'agissait de ne pas être soumis à certaines contraintes de la CEE, en particulier pour protéger son industrie de pêche. Ce souhait a donné lieu à une demande du Danemark présentée à la Communauté européenne. À la suite de l'acceptation de celle-ci en 1984, un traité modifiant les traités instituant les communautés européennes en ce qui concerne le Groenland a été signé. Le Groenland a été retiré des accords sur le charbon et l'acier, ainsi que des accords sur l'énergie atomique. Il a été placé sur la liste des territoires d'outre-mer associés à la Communauté européenne (devenue Union européenne). En 2006, le Conseil européen se prononce sur les relations entre l'Union européenne, d'une part, et le Groenland et le royaume de Danemark, d'autre part. Il a notamment été déclaré : « La Communauté européenne a un intérêt durable, sur un plan géostratégique, à tisser des relations privilégiées avec son voisin groenlandais, qui est partie intégrante de l'un de ses États membres, et à participer au bien-être et au développement économique de ce territoire. »

## Population et société

Évolution de la population entre 1960 et 2020 (chiffres de l'ONU, en milliers d'habitants).

### Démographie
D'après Naatsorsueqqissaartarfik, l'institut groenlandais de statistiques, 56 609 personnes vivent au Groenland au 1er janvier 2023.
À titre historique, le Groenland comptait 6 286 habitants en 1820 et 9 641 en 1855.
Le Groenland possède l'un des taux de suicide les plus élevés du monde à 81 pour 100 000 habitants en 2021, contre 10,8 au Danemark ou 13 en France. Plus de 800 enfants sont placés en foyer (soit 6 % contre 1 % au Danemark). Le taux de recours à l’avortement y atteint des records, à 69 pour 1 000 femmes en âge de procréer (contre 10 au Danemark). Ces difficultés résultent d'autres problèmes sociaux comme le mal-logement et les inégalités sociales.
| Pays de naissance | 2016   | 2019   | 2022   |
| ----------------- | ------ | ------ | ------ |
| Population totale | 55 847 | 55 992 | 56 562 |
| Groenland*        | 50 085 | 50 252 | 50 388 |
| Danemark*         | 4 363  | 4 218  | 4 246  |
| Philippines       | 135    | 264    | 463    |
| Thaïlande         | 165    | 176    | 244    |
| Îles Féroé*       | 295    | 310    | 242    |
| Islande           | 185    | 130    | 135    |

### Religions

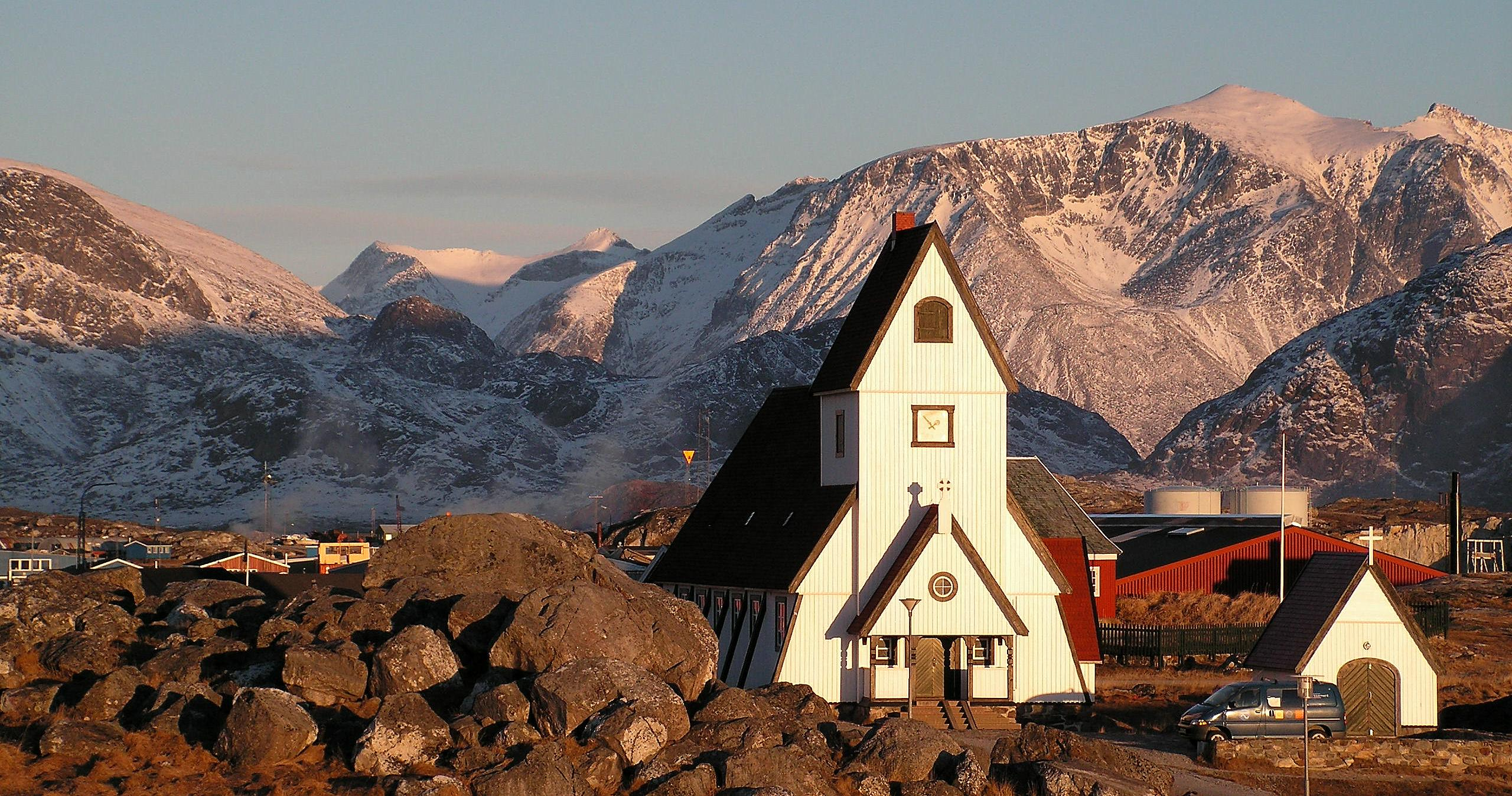
La plupart des villages du Groenland, comme ici Nanortalik, ont leur propre église.

Les Inuits nomades étaient traditionnellement chamanistes, avec une mythologie bien développée. Ils s'inquiétaient principalement d'apaiser le courroux de la déesse de la mer sans doigts qui contrôlait le succès de la chasse aux phoques et à la baleine.
Les premiers colons scandinaves étaient païens, mais le fils d'Erik le Rouge, Leif, a été converti au christianisme catholique par le roi Olaf Trygvesson lors d'un voyage en Norvège en 999 et le monarque a envoyé des missionnaires au Groenland. L'arrivée de ceux-ci a eu pour conséquence l'établissement de seize paroisses, de monastères et d'un évêché à Gardhar.
La redécouverte de cette colonie et la diffusion de la Réforme protestante figurent parmi les principales raisons de la recolonisation danoise au XVIIIe siècle. Sous le patronage de la Mission Collège royal à Copenhague, des luthériens norvégiens et danois ainsi que des missionnaires moraves allemands ont cherché les établissements scandinaves manquants. En l'absence de survivants des colonies scandinaves, les religieux ont commencé à prêcher le christianisme aux Inuits. Hans et Poul Egede, ainsi que Matthias Stach, sont les principales figures de la christianisation du Groenland. Le Nouveau Testament a été traduit de manière fragmentaire dès l'époque de la première colonie sur l'île Kangeq, mais la première traduction de la Bible ne fut achevée qu'en 1900. Une traduction améliorée en utilisant l'orthographe moderne a été achevée en 2000.
Aujourd'hui, la principale religion est le protestantisme et la plupart des croyants appartiennent aux Églises évangéliques luthériennes du Danemark. Bien qu'il n'y ait pas de données officielles du recensement sur la religion au Groenland, l'évêque luthérien du Groenland Sofie Petersen estime que 85 % de la population groenlandaise est membre de sa congrégation.

### Langues
Le groenlandais et le danois ont tous les deux été utilisés dans les affaires publiques depuis la mise en place de l'autonomie interne en 1979 ; la majorité de la population est bilingue. Le groenlandais est devenu la seule langue officielle en juin 2009. L'orthographe du groenlandais a été établie en 1851 et révisée en 1973, et le pays a un taux d'alphabétisation de 100 %.
Dans la pratique, le danois est encore largement utilisé dans l'administration et dans l'enseignement supérieur et reste également la première ou la seule langue pour certains immigrants danois à Nuuk et dans d'autres villes. Il y a un débat constant sur le rôle du groenlandais et du danois dans la société future. Environ 12 % de la population a le danois comme langue maternelle, en particulier les immigrants danois au Groenland, dont beaucoup occupent des postes tels qu'administrateurs, professionnels, universitaires ou ouvriers qualifiés. Alors que le groenlandais est dominant dans tous les villages, une partie de la population inuite ou d'ascendance mixte, en particulier dans les villes, parle le danois. La plus grande partie de la population inuite a le danois comme seconde langue. Dans les grandes villes, en particulier à Nuuk, et dans les classes sociales plus élevées, les danophones constituent encore un grand groupe. Tandis qu'une stratégie vise à promouvoir le groenlandais dans la vie publique et dans l'éducation, en développant son vocabulaire et sa pertinence pour tous les contextes complexes, cette approche est étiquetée de « groenlandisation » par ses opposants qui ne souhaitent pas que le groenlandais devienne l'unique langue nationale.
L'anglais est une langue importante pour le Groenland, enseignée dans les écoles dès la première année scolaire.

### Éducation
Le système d'éducation est calqué sur le système danois. L'école publique du Groenland est, comme au Danemark, sous la juridiction des communes : ce sont donc des écoles municipales. L'assemblée législative précise les normes autorisées pour les contenus dans les écoles, mais les administrations municipales décident des modalités du fonctionnement des écoles placées sous leur responsabilité. L'éducation est gratuite et obligatoire pour les enfants âgés de sept à seize ans. L'effort financier consacré à l'éducation est aujourd'hui très important (11,3 % du PIB). L'article 1 de l'Ordonnance du gouvernement relative aux écoles publiques (modifiée au 6 juin 1997) impose le groenlandais comme langue d'enseignement. L'éducation est régie par le règlement no 10, du 25 octobre 1990, concernant l'enseignement primaire et secondaire du premier cycle. Ce règlement a été modifié par le règlement no 8 du 13 mai 1993 et le règlement no 1 du 1er mars 1994. En vertu du règlement no 10 du 25 octobre 1990, l'intégration linguistique dans les écoles primaires et secondaires du premier cycle est devenue obligatoire pour tous les élèves. L'objectif est de placer les élèves de langue groenlandaise et ceux de langue danoise dans les mêmes classes, alors que, auparavant, ils étaient répartis dans des classes séparées en fonction de leur langue maternelle. En même temps, le gouvernement garantit aux danophones de pouvoir apprendre le groenlandais. Le gouvernement groenlandais désire ainsi donner la même formation linguistique, culturelle et sociale à tous les élèves, tant ceux d'origine groenlandaise que danoise. Une étude, qui a été réalisée au cours d'une période d'essai de trois ans, est arrivée à la conclusion que cette politique avait obtenu des résultats positifs. C'est cette politique de bilinguisme qui est en vigueur depuis 1994.
Une centaine d'établissements scolaires ont été créés. Le groenlandais et le danois y sont enseignés. Normalement, le groenlandais est enseigné de la maternelle à la fin du secondaire, mais le danois est obligatoire dès le premier cycle du primaire comme langue seconde. Comme au Danemark avec le danois, le système scolaire prévoit des cours de « Groenlandais 1 » et des cours de « Groenlandais 2 ». Des tests linguistiques autorisent les élèves à passer d'un niveau à l'autre. Selon l'évaluation des enseignants à l'égard de leurs élèves, un troisième niveau de cours a été ajouté : le « Groenlandais 3 ». Au Groenland, l'enseignement secondaire correspond généralement à une formation professionnelle et un enseignement technique. Le système est régi par le règlement no 16 du 28 octobre 1993 relatif à la formation professionnelle et l'enseignement technique, les bourses d'études et l'orientation professionnelle. Le danois reste la principale langue d'enseignement. La capitale, Nuuk, abrite un collège (bilingue) de formation des maitres et une université (bilingue). À la fin de leurs études, tous les étudiants doivent passer avec succès un test en langue groenlandaise.
Un enseignement supérieur est offert au Groenland : « formation universitaire » (règlement no 3 du 9 mai 1989) ; formation des journalistes, la formation des enseignants de l'école primaire et secondaire du premier cycle, la formation des travailleurs sociaux, la formation des éducateurs sociaux (règlement no 1 du 16 mai 1989) ; et formation d'aides-soignants et d'infirmiers (règlement no 9 du 13 mai 1990). Les élèves groenlandais peuvent poursuivre leur scolarité au Danemark, s'ils le désirent et en ont les moyens financiers. Pour être admis dans les établissements d'enseignement danois, les candidats groenlandais sont placés sur un pied d'égalité avec les candidats danois. Des bourses d'études sont accordées aux élèves groenlandais admis dans les établissements d'enseignement du Danemark. Pour avoir droit à ces bourses, les candidats doivent avoir la citoyenneté danoise et avoir une résidence permanente au Groenland depuis au moins cinq ans. La durée totale des séjours effectués hors du Groenland ne peut pas être supérieure à trois années.

### Médias
Le paysage médiatique groenlandais est dominé par Sermitsiaq et AG et par la KNR. Les autres fournisseurs jouant un rôle secondaire.

#### Radio et télévision
Kalaallit Nunaata Radioa (KNR) est l'entreprise de radiotélévision publique du Groenland. Elle est membre associée de l'Eurovision et du réseau Nordvision. Près d'une centaine de personnes sont directement employées par cette entreprise qui compte parmi les plus importantes du territoire.

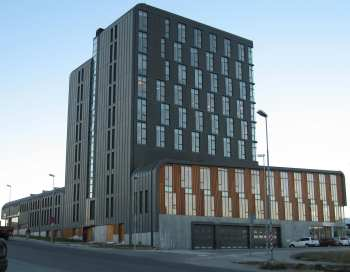
Le Teletårnet à Nuuk.

La ville de Nuuk dispose également d'une chaîne de télévision locale, Nanoq Media, créée le 1er août 2002. Il s'agit de la plus grande station de télévision locale au Groenland, pouvant toucher plus de 4 000 ménages en tant que membres réceptionnaires, ce qui correspond à environ 75 % de tous les ménages dans la capitale.
En plus de la KNR, il existe un certain nombre de stations de radio et de télévision locales et privées dont Nanoq Media.

#### Presse
Aujourd'hui, seuls deux journaux sont publiés au Groenland, tous deux sont distribués nationalement.
Depuis la fin 2009, les journaux ont été fusionnés en un seul groupe, mais sont néanmoins publiés en deux journaux différents, qui sont publiés une fois par semaine.
- L'hebdomadaire groenlandophone Sermitsiaq est publié tous les vendredis, tandis que la version en ligne est mise à jour plusieurs fois dans la journée. Il était distribué uniquement à Nuuk jusque vers les années 1980. Son nom vient de la montagne Sermitsiaq, située à environ 15 kilomètres au nord-est de Nuuk.

- Le bihebdomadaire Atuagagdliutit/Grønlandsposten (AG) est l'autre journal du Groenland, publié tous les mardis et tous les jeudis en groenlandais sous le nom de Atuagagdliutit et en danois sous le nom du Grønlandsposten. Les articles sont tous publiés dans les deux langues.

#### Internet
Internet joue également un rôle important au Groenland. En 2017, environ 50 % de la population utilisait internet quotidiennement. Le prix par mégaoctet a chuté de 95 % entre 2007 et 2015, ce qui a entraîné une plus grande adoption. L'utilisation d'Internet a été multipliée par 145 entre 2007 et 2017, l'utilisation des données mobiles a même été multipliée par 600 entre 2009 et 2018. Le Groenland est parmi les pays où la pénétration de Facebook est la plus élevée. Environ les deux tiers des résidents utilisent Facebook quotidiennement et une enquête de juillet 2018 a révélé que le Groenland était en tête du classement mondial pour la plupart des commentaires Facebook par mois et par habitant.
Les fournisseurs d'accès Internet sont : 
- Tele Greenland, de loin le plus grand fournisseur d'accès Internet au Groenland.

L'entreprise est en concurrence avec les plus petits fournisseurs internet comme : 
- Nanoq Media,
- Comby.

### Sport

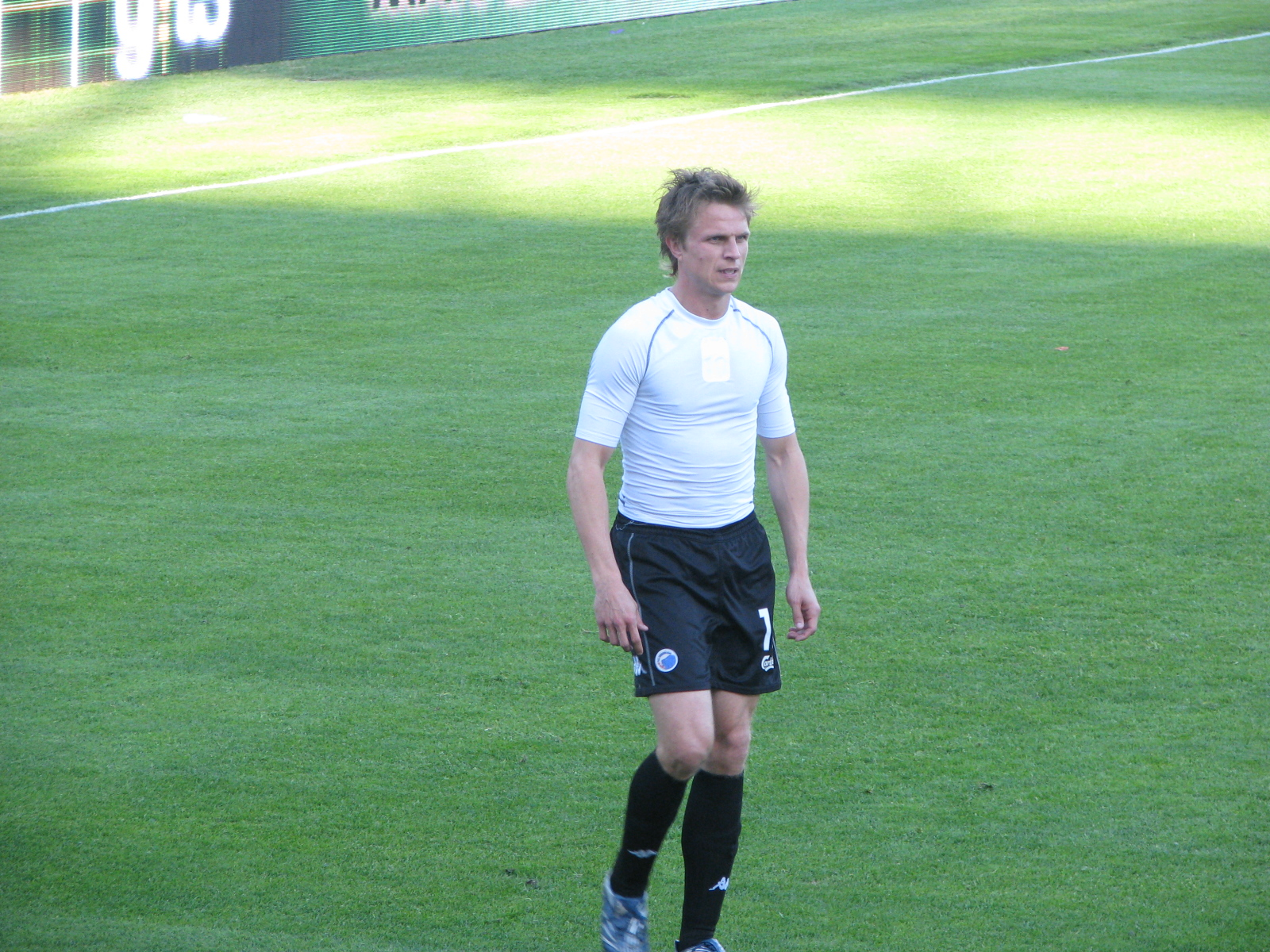
Le footballeur Jesper Grønkjær évolue en tant qu'ailier ou milieu droit.

Le sport est une partie importante de la culture groenlandaise, la population étant généralement assez active. Les principaux sports traditionnels au Groenland sont les sports de l'Arctique, une forme de lutte probablement originaire de l'époque médiévale.
Les sports les plus populaires sont le football, l'athlétisme, le handball et le ski. Le handball est souvent désigné comme le sport national, et l'équipe du Groenland masculine de handball a été classée parmi les 20 premières dans le monde en 2001. Les Groenlandaises excellent au football par rapport aux autres danoises.
Le Groenland présente d'excellentes conditions pour le ski, la pêche, le snowboard, l'escalade glaciaire et l'escalade, mais l'alpinisme et la randonnée sont préférés par le public en général. Bien que l'environnement du pays soit généralement mal adapté pour le golf, il existe néanmoins des terrains de golf sur l'île. Le Groenland accueille le plus grand multisports d'une biennale internationale du monde et événement culturel pour les jeunes de l'Arctique pour la deuxième fois en 2016.[Quoi ?]
Le football est le sport national du Groenland. L'organe directeur, la Fédération du Groenland de football (Kalaallit Nunaanni Arsaattartut Kattuffiat), n'est pas encore membre de la FIFA en raison de désaccords avec Sepp Blatter. Cependant, il est le 17e membre de la NF-Board.
La plus ancienne association sportive au Groenland est la Fédération de ski du Groenland, fondée en 1969. Ce qui est arrivé quand le Président de la commutation GIF Daniel a obtenu réformé connecté et pris l'initiative de fédérations trouvés.[Quoi ?] La fédération de ski du Groenland est plus tard divisée en ski alpin et le ski de comité de sélection. La fédération n'est pas membre de la Fédération internationale de ski (FIS), mais les skieurs groenlandais ont participé aux Jeux olympiques et aux championnats du monde sous le drapeau danois en 1968, 1994, 1998 et en 2014.
En janvier 2007, le Groenland a pris part au championnat du monde masculin de handball en Allemagne, terminant 22e sur un total de 24 équipes nationales.
Le Groenland participe à la biennale des Jeux des îles, ainsi qu'à la biennale des Jeux d'hiver de l'Arctique. En 2002, Nuuk a accueilli les Jeux d'hiver de l'Arctique en liaison avec Iqaluit, au Nunavut. De plus en 2002 et auparavant en 1994, ils ont remporté le trophée Hodgson (en) pour l'esprit sportif.

## Économie et ressources naturelles

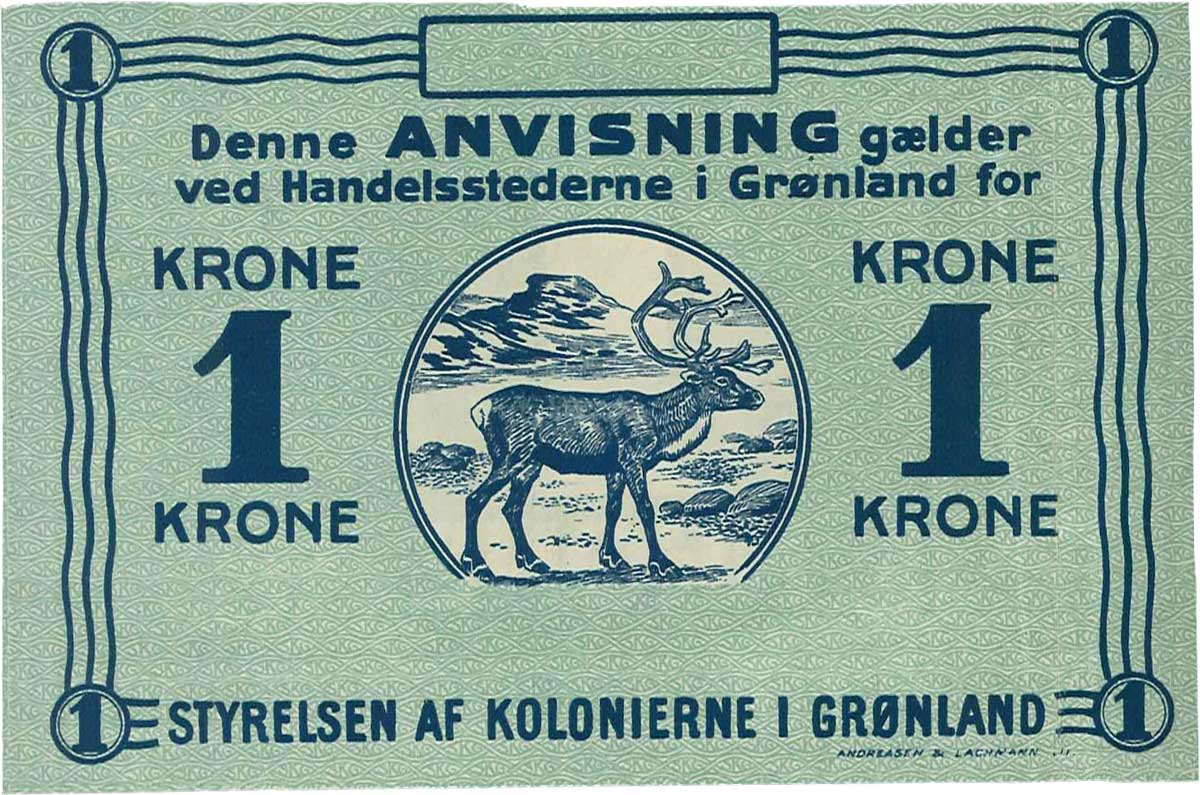
Une couronne groenlandaise de 1913.

### Ressources halieutiques
La pêche représente 95 % des exportations, avec des espèces comme le flétan, la crevette et le crabe des neiges particulièrement prisées. Il existe un accord de partenariat en matière de pêche entre la Communauté européenne et les gouvernements du Danemark et du Groenland. Cependant, le dérèglement climatique et la surpêche posent des défis pour la gestion durable de ces ressources ; en particulier le réchauffement climatique entraîne la fonte rapide des glaces et du pergélisol groenlandais, qui libère d'importantes quantités de mercure et de méthylmercure (ces eaux en contiennent actuellement environ dix fois plus que la normale, ce qui pose un danger pour les écosystèmes et la santé des communautés groenlandaises qui consomment traditionnellement beaucoup de poisson.
Selon l'étude publiée dans le cadre du Global Mercury Partnership de l'UNEP (Programme des Nations unies pour l'environnement), qui se base notamment sur une étude de 2003[pas clair] démontrant les sérieuses conséquences socio-économiques de la pollution au mercure sur la biodiversité, la pêche et les moyens de subsistance, « il est prouvé que la pollution au mercure entraîne une réduction de la taille des stocks d'espèces de poissons commerciales, ce qui peut affecter la rentabilité de la pêche ».

### Ressources minières
Le sous-sol groenlandais contient des gisements de minerais clés pour la transition énergétique et des hydrocarbures (avec selon l'Union européenne 25 des 34 minérais essentiels), ayant donné lieu à un protocole d'accord (2023) pour le « développement des ressources minérales » de l'île, signé avec l'Union européenne. Cependant, en 2025 ces réserves restent « modestes à l'échelle mondiale et leur exploitation anecdotique ». À la pointe sud de l'île, dans le sous-sol du plateau surplombant la ville de Narsaq, la compagnie australienne Greenland Minerals and Energy Ltd pense avoir découvert ce qui pourrait être le plus grand gisement mondial de métaux rares. Kvanefjeld, actuellement détenu par le groupe minier australien Energy Transition Minerals se propose d'y prélever 32 000 t/an d'oxyde de terres rares et des métaux dont l'uranium, le zinc et le fluor, mais le projet est bloqué en janvier 2024 par un tribunal d'arbitrage qui ordonne à Greenland Minerals A/S (GMAS), filiale d'Energy Transition Minerals, de fournir une garantie de paiement pour les frais juridiques des gouvernements du Groenland et du Danemark. L'exploitation des richesses du sous-sol est une perspective à double tranchant : elle permettrait aux groenlandais de s'affranchir de la tutelle danoise, mais en devenant dépendants de grandes entreprises minières ou pétrogazières, et avec des risques accrus pour l'environnement, le climat et les traditions. Selon Connaissance des énergies (mars 2025) : pour un total estimé de 36,1 millions de tonnes de terres rares, on estime que seules 1,5 million de tonnes y sont récupérables de manière rentable. Le Groenland dispose aussi de graphite, du lithium et du cuivre, essentiels pour une transition énergétique basée sur l'électrification. En 2025, une seule mine est active au Groenland (extraction d'anorthosite, sur la côte ouest, par Lumina Sustainable Materials), et une mine d'or est en redémarrage (à Nalunaq, propriété d'Amaroq Minerals) ; d'autres projets sont en développement, certains au stade des licences d'exploitation, mais sans avoir encore réuni les sommes importantes nécessaires à l'exploitation dans des conditions souvent difficiles (froid hivernal, pergélisol, isolement, éloignement des infrastructures de transport et d'énergie...) ou sans avoir obtenu à ce jour les autorisations finales de mise en production (selon Jakob Kløve Keiding, consultant senior au GEUS interrogé par l'AFP). La multinationale américaine Alcoa (présente dans 43 pays, employant 127 000 personnes et classé en 2016 comme l'entreprise la plus polluante de l'air aux États-Unis) a annoncé en 2006 un projet d'usine au Groenland, à l'appui d'une étude environnementale publiée en 2009 avec l'Université d'Aalborg. Il s'agirait d'une fonderie d'aluminium d'une capacité de 360 000 t/an sur la côte ouest (à Maniitsoq), dont la construction pourrait nécessiter environ 5 000 personnes selon un protocole signé avec le gouvernement le 27 mai 2007 et créer environ 700 emplois (625 pour la fonderie et 25 autres pour les deux centrale ; 2 600 travailleurs pourraient être mobilisés lors du pic de construction, emplois bon marché importés de Chine pour construire la fonderie et les deux centrales hydroélectriques devant alimenter les fours et l'usine. Par la suite, Greenland Development espère 300 emplois indirects de type fournisseurs, etc.). L'investissement prévu est de l'ordre de trois milliards d'euros pour une mise en service qui était espérée en 2014, mais retardée. Ce projet a créé un conflit avec la population (inquiète de l'arrivée possible des 3 000 travailleurs chinois avec des « salaires internationaux ») ; il a aussi suscité un conflit avec le Danemark, l'entreprise et le gouvernement groenlandais souhaitant que les droits d'émission de gaz à effet de serre soient abaissés à ceux d'un pays en voie de développement, alors que l'entreprise est américaine et que les règles danoises sur le climat et l'énergie s'appliquent pour réduire la production de gaz à effet de serre ; en 2009, le Premier ministre groenlandais a menacé de ne pas participer à l'accord sur le climat si le Groenland était soumis à cette règle. Les écologistes estiment que les études environnementales officielles sous-estiment les risques ; les protectionnistes culturels redoutent la possible destruction de sites archéologiques, les syndicats doutent des calculs économiques fournis et les défenseurs de la démocratie soulignent le poids des lobbys et le manque d'association de la population dans ce type de décision politique (le choix, en 2008, de l'Américain Alcoa plutôt que sa concurrente européo-norvégienne Norsk Hydro est-il lié à la présence de bases militaires américaines au Groenland ?).

### Hydrocarbures fossiles
Le fond océanique des eaux côtières recèlerait des réserves d'hydrocarbures fossiles équivalentes à la moitié de celles de la mer du Nord (qui s'épuisent), mais aucun forage industriel de pétrole ni de gaz n'a été exploité au Groenland, en dépit de trois licences d'exploration pétrolière accordées à l'est du territoire ; le réchauffement climatique rendrait l'accès à ces ressources moins difficile. L'US Geological Survey y estimait en 2001 les réserves pétrolières à la moitié de celle de l'Arabie saoudite, soit environ 10 % des réserves mondiales connues, avec des réserves de gaz importantes, bien qu'encore mal quantifiées. Une estimation plus récente est de 28,43 milliards de barils équivalent pétrole (selon GEUS, la Compagnie pétrolière nationale du Groenland (Nunaoil) et l'Autorité des ressources minérales du Groenland (MRA), sur la base des données de l'industrie). « Bien qu'abondant, ce gisement potentiel resterait un apport limité pour la demande mondiale, les seuls États-Unis ayant consommé plus de 7 milliards de barils rien qu'en 2023, d'après l'Agence américaine d'information sur l'énergie (EIA) ».
L'économie groenlandaise est parfois décrite comme « l'une des plus socialistes au monde », la collectivité jouant un rôle central, soit directement par les services publics, soit via des sociétés privées contrôlées par le gouvernement. La planification économique y a permis une certaine stabilité, notamment pendant la crise financière mondiale de 2008.
Pour faire face au manque de main d'œuvre (lié à la faible natalité), le territoire est contraint de faire appel à des travailleurs migrants venus de pays d'Asie.

## Culture
La lecture des œuvres de Jørn Riel, un Danois qui a vécu lui-même au Groenland pendant de nombreuses années, offre une excellente représentation des modes de vie des Groenlandais et des Inuits. Une grande partie de la population, surtout urbaine, parle ou comprend l'anglais, qui est la seule langue étrangère enseignée et parlée, avec le danois, qui était langue officielle. En première ou seconde langue, vu le statut international de l'anglais, au niveau du tourisme, de la proximité avec le Canada ou les États-Unis, les échanges avec les autres Inuits qui vivent au Canada, le nombre de locuteurs anglophones dépasse sans doute les locuteurs danophones. L'anglais est enseigné dès l'école primaire.
La littérature groenlandaise écrite commence dès la fin du XIXe siècle, alors que le taux d'alphabétisation atteint presque 100 %. Au début du XXe siècle, les premiers romans (Le rêve groenlandais de Mathias Storch (da) et Trois cents ans après d'Augo Lynge (en)) sont des utopies sociales dont l'action se situe dans le futur. Aujourd'hui, le poète Aqqaluk Lynge (en) (Des veines du cœur au sommet de la pensée) et les romanciers Kelly Berthelsen (sv) (Je ferme les yeux pour couvrir l'obscurité) et Niviaq Korneliussen (HOMO sapienne) témoignent plutôt de la révolte politique et du désarroi des Groenlandais face aux difficultés sociales et à l'incertitude de leur identité -- une voie dans laquelle s'était déjà engagée la première romancière groenlandaise, Mâliâraq Vebæk. La plupart des œuvres groenlandaises sont traduites en danois, mais peu le sont dans d'autres langues. Depuis quelques années, certains auteurs ont été publiés en français, tels Aqqaluk Lynge, Augo Lynge, Mathias Storch et Kelly Berthelsen.
Qaanaaq est la ville la plus anglophone du Groenland, car une base militaire américaine est située juste à côté de la ville. Généralement, les personnalités politiques et les élites maitrisent parfaitement l'anglais.

### Hommage
L'astéroïde (12188) Kalaallitnunaat a été baptisé en son honneur.